# 25e régiment de dragons
Pour les articles homonymes, voir 25e régiment.
« 16e régiment de cavalerie (France) » redirige ici. Pour les autres significations, voir 16e régiment.
Le 25e régiment de dragons (25e RD), est une unité de cavalerie de l'armée française, créé sous le Premier Empire à partir du 16e régiment de cavalerie, dont l'origine remonte au Régiment Royal-Bourgogne cavalerie, un régiment de cavalerie français d'Ancien Régime, créé en 1665. Elle est actuellement dissoute.

## Création et différentes dénominations

Dragon du en 1873.

- 1791 : 17e régiment de cavalerie, ci-devant régiment Royal-Bourgogne cavalerie
- 1792 : 16e régiment de cavalerie
- 1803 : 25e régiment de dragons
- 1814 : dissous
- 1873 : 25e régiment de dragons
- 1919 : dissous
- 1956 : 25e bataillon de dragons à pied
- 1957 : 25e régiment de dragons
- 1961 : dissous

En 1791, il devint le 17e de cavalerie, puis après l'émigration de Royal-Allemand, le 16e de cavalerie. L'organisation de la cavalerie de 1803, le fit passer dans l'arme des dragons et prit le no 25. La mise sur pied effective du 25e régiment de dragons est réalisée à la fin de l'année 1803. Le régiment fut licencié en 1814, avant d'être recréé en 1873, à partir d'escadrons du 3e, 9e, 13e et 18e Dragons. Il est dissous en 1919. 
Recréé comme 25e bataillon de dragons à pied en 1956, avant de reprendre son nom de 25e dragons en 1957, il est finalement dissous en 1961.

## Chefs de corps
17e puis 16e régiment de cavalerie 1791-1803
- colonel de Brunville 1791-1792[5]
- colonel Le Mouton de Boisdeffre 1792[5]
- colonel Cugnot d'Aubigny 1792-1794[5]
- chef de brigade Gaudin 1794-1796[5]
- chef de brigade Rioult d'Aveny 1796-1797[5]
- chef de brigade Blancheville 1797-1801[5]
- chef de brigade Rigaux 1801-1803

25e régiment de dragons 1803-1814
- colonel Antoine Rigaux 1803-1807
- colonel d'Ornano 1807-1811[5]
- colonel Gauthier[réf. souhaitée] dit Leclerc 1811-1813[5]
- colonel de Montigny 1813[5]
- colonel Texier comte d'Hauteville 1814[réf. nécessaire]

25e régiment de dragons 1873-1919
- colonel Augey-Dufresse 1873-1882[5]
- colonel de Colbert-Chabannais 1882-1889[5]
- colonel Massing 1889-1894[5]
- colonel de Monspey 1894-1904[5]
- colonel de Pinteville de Sernon 1910[5]
- colonel Ferté 1914 - 1916
- lieutenant-colonel Devismes  1916 - 1917

25e régiment de dragons 1956-1961
- de Montclin 1957[5]
- de Witasse 1959[5]

## Étendard

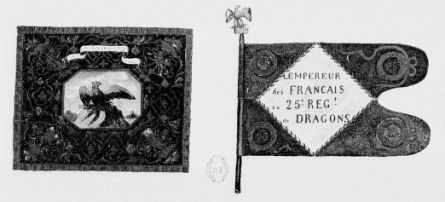
Dessin de l'étendard porté pendant les guerres napoléoniennes.

Il porte, cousues en lettres d'or dans ses plis, les inscriptions suivantes,
- Austerlitz 1805[5]
- Halberstadt 1806[5]
- Alba-de-Tormes 1809[5]
- Ciudad-Rodrigo 1810[5]
- Belgique 1914[5]
- L'Aisne 1917- 1918[5]
- AFN 1952-1962

## Historique des garnisons, combats et batailles

### Ancien Régime
Voir Régiment Royal-Bourgogne cavalerie

### Guerres de la Révolution et de l’Empire
- 1794 : Armée du Nord
- 1805 : Campagne d'Autriche
  - Bataille d'Elchingen

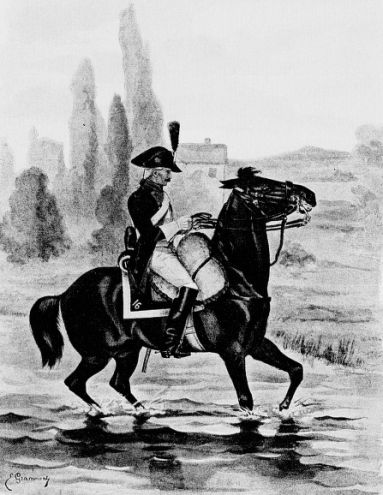
Cavalier du 16e régiment de cavalerie en 1795.

  - 2 décembre 1805 : Bataille d'Austerlitz
- 1806 : Campagne de Prusse et de Pologne
  - 14 octobre : Bataille d'Iéna
- 1809 : Guerre d'Espagne
  - Siège de Saragosse
- 1813 : Campagne d'Allemagne
  - 16-19 octobre : Bataille de Leipzig

### De 1873 à 1914

Un dragon du en 1890.

### Première Guerre mondiale
Le 25e régiment de dragons est formé à Angers. Il fait partie de la 16e brigade de dragons, rattachée jusqu'en juin 1916 à la 9e division de cavalerie. Le régiment fait ensuite partie du 37e corps d'armée avant d'être séparé en deux groupes.

#### 1914
Le 6 septembre 1914, une reconnaissance du 25e régiment de dragons, à Lamorlaye, met en fuite une quinzaine de cuirassiers allemands.
Il combat dans les Flandres du 31 octobre au 3 novembre à Woormezeele et à Elverdinghe.

#### 1919
Il est dissout en 1919, devenant le 21 août un régiment cadres. Son étendard est confié au 1er régiment de hussards.

### Guerre d'Algérie
Le régiment est recréé au début de la guerre d'Algérie à partir du 45e bataillon de tirailleurs algériens. Il est dissout en 1961 à Zéralda. 

## Traditions

### Insigne
L'insigne de 1956 est descriptible héraldiquement :

« Dragon lové d'argent au lambrequin de sable, chargé au centre d'une couronne royale et en pointe des armoiries des ducs de bourgogne, bandé d'or et d'azur de six pièces à la bordure de gueules, adextré d'un listel portant ROYAL BOURGOGNE »

### Devise
In regnum et pugnax

## Sources et bibliographie
- Marie Victor Clément de Bourqueney, Historique du 25e régiment de dragons, 1665-1890, Tours, A. Mame et fils, 1890 sur Gallica
- Le 25e régiment de dragons : 1914-1919, Paris, Fournier, 62 p. sur lire en ligne sur Gallica.